# アナライズ・ミー
『アナライズ・ミー』（原題：Analyze This）は、1999年制作のアメリカ合衆国・オーストラリアのコメディ映画。ハロルド・ライミス監督（兼・脚本）、ロバート・デ・ニーロ、ビリー・クリスタル（兼・製作総指揮）出演。
続編『アナライズ・ユー』も制作された。

## ストーリー
ニューヨーク。精神分析医ベン・ソベルはマフィアのジェリーの自動車に追突してしまう。ジェリーは対立組織のチンピラをトランク内に拉致しているところだったため、警察沙汰を恐れて急いでその場を離れようとする。ベンはジェリーに名刺を手渡して立ち去る。
ジェリーが属するマフィアの悪名高いボス、ポール・ヴィッティはシンドーネ・ファミリーとの激しい抗争の中、突然呼吸困難に陥ってしまう。ポールはパニック障害を疑い、ジェリーが持っていた名刺からベンの医院を知り、予約なしに乗り込んで治療を受けることにするが、自分がパニック障害であることを知られたくないポールはすべてを「友達の話」として装い、見破ったベンの投薬指示も「ヤクはやらねえ」と拒否する。1回の通院で症状が治ったと思い込んだポールだったが、訳もなく泣き出す症状や勃起不全にも苦しむようにもなる。
ベンは後妻・ローラとの結婚式のために休暇を取ってマイアミに来るが、ポールも追ってくる。ポールは発作のたびにベンのもとに現れては、ベンのアドバイスに不満を表明して立ち去ることを繰り返す。また結婚式場で銃撃戦を繰り広げ、結婚式を台なしにしてしまう。一方ベンは、カウンセリングを通じて、ポールが少年時代の父親の思い出に関して嘘をついていると感じる。ベンは、ここに彼のトラウマがあるという仮説を抱く。
連邦捜査局（FBI）はポールを監視するうちにベンの身元をつかみ、抗争に関する情報を聞き出させるため、ニューヨークのベンの自宅に乗り込み、隠しマイクを持たせる。一方マフィアの間では、ポールが精神分析医にかかっているという噂が広まっていた。「ベンは組織の秘密を知りすぎた」として、暗殺を進言する仲間にポールは一旦は反抗するが、ベンがFBIと接触したことを知って怒り、彼をレストランに呼び出して射殺することを決意する。
ジェリーがベンに「このレストランはポールが少年時代に父親を目の前で殺された場所だ」と話す。仮説を裏付けたベンは、医師としての良心からトイレで隠しマイクを破壊する。ポールは、トイレから戻ったベンをアジトに拉致し、拳銃を突きつける。ベンは、ポールの父親が死んだ場所でベンを殺そうとした行為を含め、ポールのトラウマが彼自身に与えた影響を理論的に解き明かし、「君には僕を殺せないはずだ」と告げる。虚を突かれたポールは「自分は父親を救えなかった」という強迫観念に悩まされてきたことを明かし、泣き崩れる。そこへシンドーネ・ファミリーが現れて銃撃戦となる。ベンは立ち上がれないポールの代わりに銃をとって戦う。
抗争を手打ちにするためのマフィアの総会が開かれることになるが、ポールは出発前に父子が登場するドラマ仕立てのテレビCMをたまたま見て泣き叫び、そのまま倒れてしまう。ジェリーは結婚式をやり直していたベンのもとに現れ、ポールの代理として総会に出席するよう命じる。総会で発言を求められたベンはやけになり、議長役のシンドーネを挑発するような発言を繰り返す。そこに気分が回復したポールが現れ、マフィアからの引退を宣言してベンとともに立ち去ろうとする。銃撃戦が始まるが、警官隊が飛び込んでマフィアらは一斉逮捕される。ポールは懲役1年6か月となる。
シンシン刑務所。ベンがポールのもとに面会にやってくる。ベンは週に1回のカウンセリングを約束する。ポールはこれまでベンを振り回してきたことを詫び、結婚祝いとして、夫婦宅に歌手のトニー・ベネットを派遣する。

## キャスト
| 役名                            | 俳優                        | 日本語吹替   | 日本語吹替     | 日本語吹替 | 日本語吹替 |
| 役名                            | 俳優                        | ソフト版     | テレビ朝日版   | 機内上映版 | ？版       |
| ------------------------------- | --------------------------- | ------------ | -------------- | ---------- | ---------- |
| ポール・ヴィッティ              | ロバート・デ・ニーロ        | 津嘉山正種   | 小川真司       | 有本欽隆   |            |
| 分析医ベン・ソベル医師          | ビリー・クリスタル          | 田中秀幸     | 古川登志夫     | 田原アルノ | 梅津秀行   |
| ローラ・マクナマラ              | リサ・クドロー              | 田中敦子     | 佐々木優子     |            |            |
| プリモ・シンドーネ              | チャズ・パルミンテリ        | 土師孝也     | 牛山茂         |            |            |
| ジェリー                        | ジョー・ヴィテレリ          | 飯塚昭三     | 石田太郎       |            |            |
| マネッタ                        | ジョー・リガーノ            | 伊井篤史     | 辻村真人       |            |            |
| ジミー                          | リチャード・C・カステラーノ | 青山穣       | 真実一路       |            |            |
| ニッキー                        | マックス・カセラ            | 高瀬右光     | 佐藤せつじ     |            |            |
| マイケル・ソベル                | カイル・サビヒー            | 沼田祐介     | 小出達也       |            |            |
| サル・マシエロ                  | パット・クーパー            | 北川勝博     | 斎藤志郎       |            |            |
| カルロ・マンガーノ              | レオ・ロッシ                | 廣田行生     | 山野井仁       |            |            |
| 分析医患者カール                | ニール・ペペ                | 清水敏孝     | 北斗誓一       |            |            |
| ムーニー                        | トニー・ダロー              | 相沢正輝     | 辻親八         |            |            |
| シーラ                          | ドナマリー・レッコ          | 佐藤しのぶ   | 斉藤恵理       |            |            |
| ティノ                          | ビンス・セセラ              | 北川勝博     | 牛山茂         |            |            |
| キャプテン/スコット・マクナマラ | アイラ・ウィーラー          | 伊井篤史     | 斎藤志郎       |            |            |
| FBIステッドマン捜査官           | ジミー・レイ・ウィークス    | 石波義人     | 廣田行生       |            |            |
| FBIプロヴァ―ノ捜査官            | ウィリアム・ヒル            | 廣田行生     | 石波義人       |            |            |
| FBIリッチ捜査官                 | ボブ・セア                  | 高瀬右光     | 北斗誓一       |            |            |
| マリー・ヴィッティ              | エリザベス・ブラッコ        | 岡本章子     | 蓬萊照子       |            |            |
| アンソニー・ヴィッティ          | ヴィニー・ヴェラ            | 藤原美央子   | 安達忍         |            |            |
| アイザック・ソベル医師          | ビル・メイシー              | 石波義人     | 大山高男       |            |            |
| ドロシー・ソベル                | レベッカ・シャール          |              |                |            |            |
| キャロライン                    | モリー・シャノン            |              | 安達忍         |            |            |
| シャルマン医師                  | アーシフ・マンドヴィ        | 高瀬右光     | 小形満         |            |            |
| ラビ神父                        | テッド・ニュースタット      | 高瀬右光     | 小形満         |            |            |
| 本人役                          | トニー・ベネット            | 廣田行生     | 大山高男       |            |            |
| その他                          | N/A                         |              | 水原リン       |            |            |
|                                 |                             |              |                |            |            |
| 演出                            |                             | 蕨南勝之     | 壺井正         |            |            |
| 翻訳                            |                             | 平田勝茂     | 武満真樹       |            |            |
| 調整                            |                             | 佐藤隆一     | 飯塚秀保       |            |            |
| 効果                            |                             | リレーション |                |            |            |
| 制作                            |                             | ビデオテック | グロービジョン |            |            |

- テレビ朝日版：初回放送2001年5月6日『日曜洋画劇場』